# Bundesagentur für Arbeit
La Bundesagentur für Arbeit (littéralement : « Agence fédérale de l'emploi ») est la principale administration chargée de prendre en charge les demandeurs d'emploi en Allemagne. Elle s'occupe du versement des allocations chômages, tout en étant une agence pour l'emploi. Son siège est à Nuremberg, elle possède des directions régionales.